# Лентовня (Стрижівський повіт)
Лентовня (пол. Łętownia) — село в Польщі, у гміні Стрижів Стрижівського повіту Підкарпатського воєводства.
Населення — 163 особи (2011).
У 1975-1998 роках село належало до Ряшівського воєводства.

## Демографія
Демографічна структура станом на 31 березня 2011 року:
|          | Загалом | Допрацездатний вік | Працездатний вік | Постпрацездатний вік |
| -------- | ------- | ------------------ | ---------------- | -------------------- |
| Чоловіки | 84      | 20                 | 54               | 10                   |
| Жінки    | 79      | 19                 | 45               | 15                   |
| Разом    | 163     | 39                 | 99               | 25                   |